# Deanne Bray
Deanne Bray (* 14. května 1971 Kalifornie) je americká herečka.
Sluchadlo má, protože je nedoslýchavá, ale je členkou komunity Neslyšících (kdyby byla neslyšící, její ztráta by byla nad 95% a sluchadlo by jí nepomáhalo)

## Biografie
Deanne Bray se narodila v městečku Canoga Park, Los Angeles, Kalifornie. Většinu svého života strávila v jižní Kalifornii a poté ve Washingtonu se svojí matkou.
Deanne je naprosto hluchá na pravé ucho a v levém uchu má ztrátu sluchu 78dB, ve kterém používá sluchadlo pro neslyšící. Bez něj by vůbec neslyšela zvuk či něčí hlas. Od malička trénuje naslouchání a odezírání ze rtů, tak může velmi dobře komunikovat, psát plynně anglicky a používat znakový jazyk. Jejím prvním učitelem byl Lil Skinner, který jí od 3 let pomáhal se znakovou řečí. Naučila se perfektně odezírat a podařilo se jí zapadnout do života mezi zdravé lidi.
Deanne začínala hrát jako dospělý člověk, poté co byla objevena v hluché taneční skupině Prism West, se kterou vystupovala na festivalu Kalifornské univerzity.
Deanne Bray začala hostovat v různých show, včetně CSI: Crime Scene Investigation a Diagnosis Murder. Objevila se též v show pro neslyšící společnost Caption This. Nejvíce ji proslavila role Sue Thomas v seriálu Sue Thomas: F.B.Eye. V seriálu ztvárnila roli neslyšící ženy, která svoji kariéru postavila na vyšetřování případů pro F.B.I.
Mimo jiné, učila hluché a těžce neslyšící studenty středních škol matematiku a vědy v Kalifornii. Založila též program gramotnosti The Little Bookworm Club. Dokončila ho jako Mistrovství ve vzdělání. Tento program zahrnula do mnoho organizací a také slouží jako dodatek na desce rady v největší skupině neslyšících v Los Angeles.
Deanne Bray žije v Kalifornii se svým manželem Troy Kotsur. Troy je také hluchý, jeho jsme mohli též zahlídnout v seriálu Sue Thomas: F.B.Eye. V roce 2005 se jim narodila dcera Kyra Monique Kotsur.

## Filmografie
- Ed McBain's 87th Precinct: Lightning (1995) … Teddy Franklin
- What Do Women Want (1996) … Sharon
- Last Mountain (2000) … Blonde Annie
- L.A. Sheriff's Homicide (2000) … Technician
- Sue Thomas: F.B.Eye (2002-2005) … Sue Thomas

Vedlejší role
- The Pretender (October 1996) … Deaf woman - episode 1.03 „Flyer“
- Ellen (February 1997) … Juliet - episode 4.17 „Ellen's Deaf Comedy Jam“
- Diagnosis Murder (February 1997) … Jan Curran - episode 4.18 „Murder, Country Style“
- Strong Medicine (January 2001) … episode 1.16 „Fix“
- CSI: Crime Scene Investigation (April 2001) … Dr. Gilbert - episode 1.20 "Sounds Of Silence"